# نمایش سفالیک

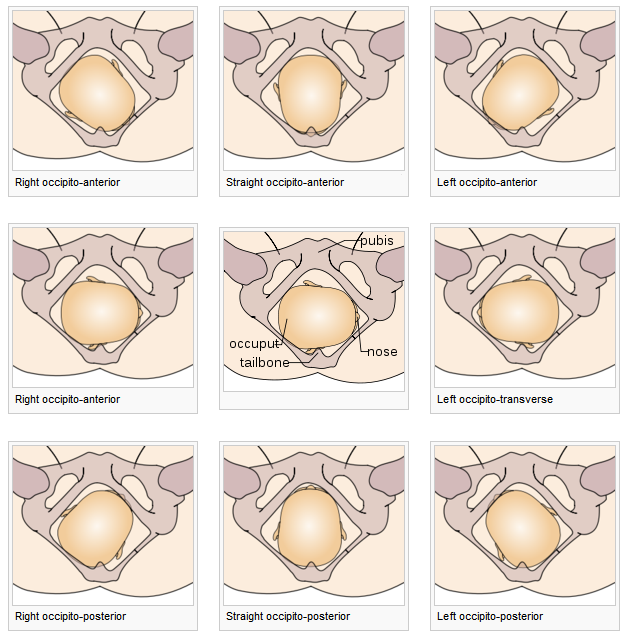
نمای کلی ارائه های سفالیک

نمایش سفالیک (به انگلیسی: Cephalic presentation) یک وضعیت قرار گرفتن طولی جنین است که سر جنین به سمت پایین و لگن است و پاها به سمت بالا قرار دارد. متداول‌ترین شکل سفالیک، ظاهر شدن رأس سر است که در آن قسمت اصلی سر وارد کانال زایمان می‌شود. این روش طبیعی‌ترین حالت برای زایمان طبیعی است و اگر نوزاد به هر روش دیگری بخواهد از رحم خارج شود سخت و غیرطبیعی می‌باشد.
به حرکت جنین به سمت سفالیک درگیری سر گفته می‌شود که به آرامی پیش می‌رود و در سه‌ماهه سوم نهایی می‌شود. در این درگیری، سر جنین به داخل حفره لگن به سمت پایین می‌رود به طوری که فقط قسمت کوچکی از سر جنین از روی شکم حس می‌شود. در این شرایط پرینه و دهانه رحم بیشتر نرم شده و ممکن است احساس خروج سر از طریق واژن نیز برای مادر ایجاد شود. حرکت سر نوزاد به سمت لگن و کانال زایمان بر دیگر ارگان‌های بدن مانند مثانه فشار وارد می‌کند. این فشار باعث می‌شود ظرفیت مثانه بسیار کاهش یابد و همچنین بر کف لگن و روده نیز فشار زیادی وارد می‌شود. طوری که انقباض رحمی افزایش یافته و مادر ممکن است هر لحظه احساس کند نوزاد در حال خروج از واژن می‌باشد اما این‌طور نیست.

## تشخیص وضعیت جنین
این تشخیص به عهده پزشک متخصص است و از طریق روش‌های زیر انجام می‌شود:
معاینه لمسی: در معاینه لمسی پزشک با فشار دست در نواحی مختلف شکم مادر موقعیت کلی جنین را بررسی می‌کند.
سونوگرافی: با استفاده از سونوگرافی شکمی تصویری دقیق از نحوه قرارگیری جنین مشخص می‌شود.
گوش دادن به ضربان قلب جنین: گوش دادن به ضربان قلب موقعیت نوزاد در رحم را برای پزشک مشخص می‌کند.
اگر جنین نمایش سفالیک به هر دلیلی تغییر دهد و به کانال زایمان وارد نشود، احتمال تجویز سزارین در حین زایمان طبیعی وجود دارد؛ زیرا ممکن است خطری پیش بیاید و بهترین روش عمل جراحی برای خارج کردن نوزاد است. موارد دیگری که پزشک باید بررسی کند شامل محل جفت و بند ناف در داخل رحم است. نوزادی که در حال حرکت است، گاهی اوقات می‌تواند پا یا دست خود را در بند ناف گیر بیندازد که می‌تواند به او آسیب برساند.

## بهترین روش زایمان
عوامل زیادی روش بهینه برای زایمان را تعیین می‌کنند. ایده‌آل‌ترین روش همان زایمان طبیعی است. با این حال در برخی شرایط امکان‌پذیر نیست و انجام زایمان سزارین اجتناب ناپذیر است. تا زمانی که جفت به‌صورت قدامی در جای صحیح قرار گیرد می‌توان زایمان را به‌صورت طبیعی انجام داد و خطری برای مادر و کودک وجود ندارد اما در صورتی که جنین بچرخد یا مواردی مانند جداشدگی جفت یا گرفتگی دهانه رحم از طریق جفت ایجاد شود دیگر نمی‌توان به‌صورت طبیعی نوزاد را به دنیا آورد و باید سزارین انجام شود.